# Bukowa (Szczytna)
Bukowa – nieoficjalna część miasta Szczytna, ul. Bukowa, położona w województwie dolnośląskim, w powiecie kłodzkim, w gminie Szczytna.

## Szlaki turystyczne
Polanica-Zdrój – Bukowa – Borowina – Niżkowa – Batorówek – Skalne Grzyby – Wambierzyce – Radków – Stroczy Zakręt